# Голод годов Тэмпо
Голод годов Тэмпо (яп. 天保の飢饉, てんぽうのききん тэмпо: но кикин) — масштабный голод в Японии, продолжавшийся с 1833 по 1837 год. Назван по девизу правления Тэмпо (1830—1844). Наряду с голодом годов Кёхо (1732) и голодом годов Тэммэй (1781—1789) относится к трём крупнейшим голодам периода Эдо.

## История
Весна и лето 1833 года в Японии были очень холодными. Из-за этого в регионах Тохоку и северном Канто был неурожай, который вызвал большой голод. Цены на рис резко возросли, что ударило по сельской и городской бедноте. Несмотря на попытки сёгуната и местных властей спасти население, десятки тысяч людей погибли. Во всех регионах страны простые люди нападали на купцов и опустошали лавки торговцев, спекулировавших едой. В связи с этим, ряд северных княжеств запретил продавать рис другим княжествам и стали активно скупать рис у соседей из Центральной Японии.
Лето 1834 и 1835 годов оказались относительно благоприятными для рисоводства. Однако в эти годы не удалось произвести необходимое количество риса и другой сельскохозяйственной продукции из-за гибели значительного числа сельскохозяйственных рабочих во время голода 1833 года. Как назло, в условиях нехватки рабочих и низкой продуктивности производства риса Японию опять потрясло похолодание 1836 года. Урожаи опять были мизерными, поэтому начался новый голод. В городах возросли цены на рис. Они, в свою очередь, вызвали поднятие цен на промышленные товары, которые перестали производиться во время голода. Такая ситуация опять вынудила население громить лавки и кладовые спекулянтов. Уровень преступности в стране стремительно возрос. Особенно большие беспорядки были в провинциях Каи и Микава.
Бессилие сёгуната и ханов, которое проявилось во время голода, вызвало радикализацию общества. Даже самураи, которые всегда считались опорой режима, стали критиковать центральное правительство. Крупнейшим самурайским выступлением стало восстание Осио Хэйхатиро в 1837 году во главе с бывшим полицейским чиновником и философом-неоконфуцианцем. Значительно усилил внутриполитическое напряжение также и произошедший в том же году инцидент вокруг американского корабля «Моррисон». Голод, восстание и прибытие иностранцев пошатнули доверие население к сёгунату. С целью восстановить свой престиж, последний предпринял реформы годов Тэмпо.
Всего во время голода 1833—1837 годов по всей Японии погибло около 1,2 млн человек. Таким образом, голод годов Тэмпо являлся крупнейшим бедствием такого рода в период Эдо, превосходя по своим губительным последствиям голодом годов Кёхо (1732), во время которого погибло 850 тысяч и голод годов Тэммэй (1781—1789) с числом жертв более миллиона человек. Точное число жертв Великого голода годов Канъэй (1640—1642) неизвестно, поскольку переписи населения в Японии стали регулярными лишь с 1664 года, а более ранние переписи признаются неполными.